# Jacksonville Zoo and Gardens
Le Jacksonville Zoo and Gardens (ou Jacksonville Zoo) est un jardin zoologique situé dans la ville de Jacksonville en Floride. Il couvre une superficie de 45 hectares à l'embouchure de la Trout River et abrite environ 2 000 animaux et 1 500 plantes.
L'attraction remarquable du zoo est un enclos pour jaguars qui a d'ailleurs obtenu de l'AZA un prix en 2005. Le zoo met en avant de nombreux animaux présents à l'état naturel en Afrique et en Australie. Le zoo est également actif dans des missions de sauvegarde d'espèces menacées.

## Histoire
Le zoo municipal ouvre ses portes le 12 mai 1914 dans la banlieue de Jacksonville. Le premier animal est un jeune red deer. Le 19 juillet 1925, le zoo est transféré sur un autre site long de la  Trout River au nord de la ville. Ensuite, le zoo continua à s'y agrandir durant 40 ans. À la fin des années 1960, le zoo était reconnu à travers le pays mais avait un grand besoin de financement pour pouvoir être sauvé de la fermeture. De nombreuses personnalités locales se mirent alors ensemble pour le sauver. Le zoo recommença à se développer véritablement en 1992 grâce à des fonds publics et des donations privées.
En décembre 2003, le Jacksonville Zoo fut renommé en Jacksonville Zoo and Gardens.  De nombreuses expositions furent depuis réalisées pour attirer le public avec notamment l'apparition d'un jardin botanique.

## Galerie

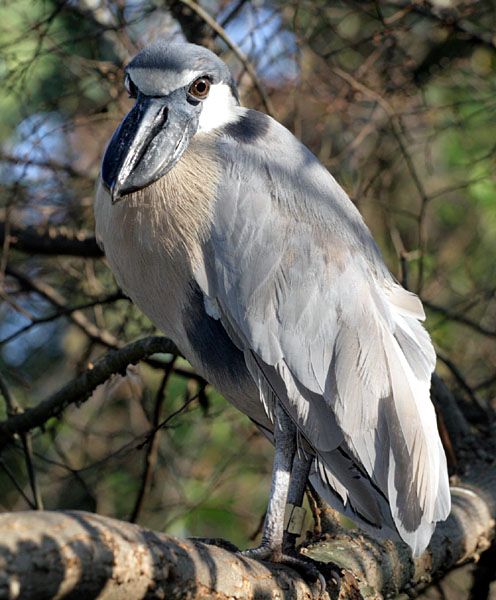
Savacou huppé
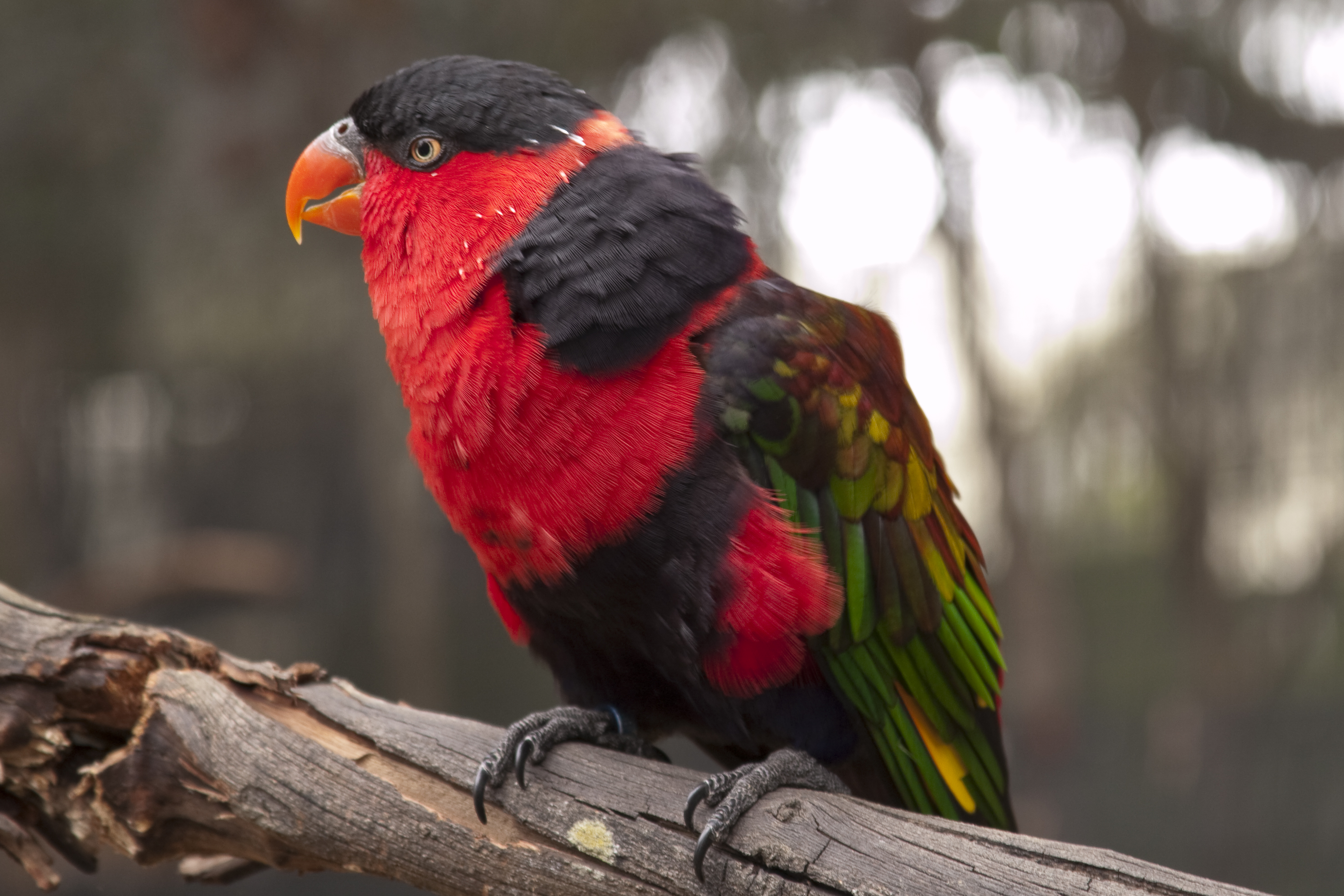
Lori tricolore